# Debra Hill
Debra Hill (Haddonfield, 10 de novembro de 1950 – Los Angeles, 7 de março de 2005) foi uma produtora e roteirista norte-americana.
Ficou conhecida por ter produzido vários trabalhos com John Carpenter. Também co-escreveu três dos seus filmes: Halloween, The Fog e Escape from L.A.. Juntos escreveram e produziram Halloween II, mas sem a direção de Carpenter.

## Biografia
Debra nasceu em Haddonfield, em Nova Jérsei, em 1950, mas cresceu na Filadélfia, na Pensilvânia. Começou na indústria cinematográfica como produtora assistente em documentários e galgou posições como supervisora de roteiros e diretora assistente. Seu primeiro trabalho com Carpenter foi em 1975, como supervisora de roteiro e editora assistente de Assault on Precinct 13. O filme levou não apenas a outras colaborações profissionais, como também marcou o começo de um longo relacionamento de amizade.

## Carreira
Em 1978, Debra e Carpenter escreveram juntos o roteiro de um filme de terror chamado Halloween. O longa foi produzido a um custo de 300 mil dólares, arrecadando em bilheteria mais de 70 milhões. O sucesso levou a uma franquia de filmes de título Halloween. A dupla trabalhou em vários outros filmes importantes dos anos 1980 e 90, como The Fog (1980), Escape from New York (1981) e sua sequência, Escape from L.A. (1996).
Juntos eles produziram Adventures in Babysitting, Heartbreak Hotel e The Fisher King. Em 1988, Debra trabalhou com a Walt Disney Pictures tendo produzido o filme Gross Anatomy, além de produzir curtas para exibição no parque temático e um especial para a NBC pelos 35 anos dos estúdios Disney. Debra produziu também The Dead Zone (1983), Head Office (1985) e Clue (1985).
Em 2003, Debra foi homenageada pelo Women in Film com o Crystal Award por suas contribuições à indústria cinematográfica. Ao longo da carreira, Debra trabalhou com pessoas que futuramente se tornariam nomes conhecidos da indústria, como James Cameron, que trabalhou com Debra no departamento de efeitos visuais. Jeffrey Chernov foi assistente de Debra quando ela trabalhou como diretora, tornando-se décadas depois o produtor executivo de Black Panther.

## Saúde
Em fevereiro de 2004, Debra foi diagnosticada com um câncer colo-retal. Apesar do diagnóstico e a posterior amputação de duas pernas, Debra continuou trabalhando em vários projetos. Trabalhou com Carpenter e o ator Kurt Russell na adaptação do personagem dos quadrinhos, Snake Plissken, bem como em um projeto para o videogame do personagem.

## Morte
Em 2005, Debra se reuniu com Carpenter para produzir o remake de The Fog e estava trabalhando com Oliver Stone na produção de World Trade Center. Ela morreu em 7 de março de 2005, aos 54 anos, em decorrência do câncer.
Após sua morte, Carpenter disse à Associated Press que trabalhar com Debra Hill foi uma das maiores experiências de sua vida e que ela tinha uma paixão não apenas por filmes, mas também pelas ideias e visões das mulheres no cinema, bem como as ideias e visões de todas as pessoas.

## Filmografia

### Filmes
| Ano  | Título                             | Produtor  | Roteirista | Diretor           | Notas              |
| ---- | ---------------------------------- | --------- | ---------- | ----------------- | ------------------ |
| 1978 | Halloween                          | Sim       | Sim        | John Carpenter    | Cameo              |
| 1980 | The Fog                            | Sim       | Sim        | John Carpenter    | Cameo              |
| 1981 | Escape from New York               | Sim       | Sim        | John Carpenter    | Voz                |
| 1981 | Halloween II                       | Sim       | Sim        | Rick Rosenthal    |                    |
| 1982 | Halloween III: Season of the Witch | Sim       | Não        | Tommy Lee Wallace |                    |
| 1983 | The Dead Zone                      | Sim       | Não        | David Cronenberg  |                    |
| 1985 | Clue                               | Sim       | Não        | Jonathan Lynn     |                    |
| 1985 | Head Office                        | Sim       | Não        | Ken Finkleman     |                    |
| 1987 | Adventures in Babysitting          | Sim       | Não        | Chris Columbus    |                    |
| 1988 | Big Top Pee-wee                    | Sim       | Não        | Randal Kleiser    |                    |
| 1988 | Heartbreak Hotel                   | Sim       | Não        | Chris Columbus    |                    |
| 1989 | The Lottery                        | Sim       | Não        | Garry Marshall    | Short film         |
| 1989 | Gross Anatomy                      | Sim       | Não        | Thom Eberhardt    |                    |
| 1991 | The Fisher King                    | Sim       | Não        | Terry Gilliam     |                    |
| 1996 | Escape from L.A.                   | Sim       | Sim        | John Carpenter    |                    |
| 1998 | Chow Bella                         | Executiva | Não        | Gavin Grazer      |                    |
| 1999 | Crazy in Alabama                   | Sim       | Não        | Antonio Banderas  |                    |
| 2005 | The Fog                            | Sim       | Não        | Rupert Wainwright | Posthumous release |
| 2006 | World Trade Center                 | Sim       | Não        | Oliver Stone      | Posthumous release |

| Ano  | Título                                | Papel                                                | Notas        |
| ---- | ------------------------------------- | ---------------------------------------------------- | ------------ |
| 1976 | Goodbye, Norma Jean                   | Supervisora de roteiro                               |              |
| 1976 | Assault on Precinct 13                | Supervisora de roteiro / editora assistente          |              |
| 1977 | Satan's Cheerleaders                  | Supervisora de roteiro                               |              |
| 1977 | Bare Knuckles                         | Supervisora de roteiro                               |              |
| 1977 | Charge of the Model T's               | Produtora assistente / segunda assistente de direção |              |
| 1978 | Hi-Riders                             | Supervisora de roteiro                               |              |
| 1978 | Goodbye, Franklin High                | Supervisora de roteiro                               |              |
| 1978 | Hanging on a Star                     | Supervisora de roteiro                               |              |
| 2002 | Tales from the Mist: Inside 'The Fog' | Material de arquivo                                  | Documentário |

### Televisão
| Ano  | Título                     | Diretor | Produtor  | Roteirista | Notas                                                 |
| ---- | -------------------------- | ------- | --------- | ---------- | ----------------------------------------------------- |
| 1989 | Adventures in Babysitting  | Não     | Executiva | Não        | Piloto                                                |
| 1990 | The Magic World of Disney  | Não     | Executiva | Não        | Episódio: "Disneyland's 35th Anniversary Celebration" |
| 1990 | Monsters                   | Sim     | Não       | Não        | Episódio: "Far Below"                                 |
| 1993 | Dream On                   | Sim     | Não       | Não        | Episódio: "Home Sweet Homeboy"                        |
| 1993 | Attack of the 50 Ft. Woman | Não     | Sim       | Não        | Filme para TV                                         |
| 1994 | Rebel Highway              | Não     | Sim       | Sim        | 10 episódios (escreveu 2 episódios )                  |

| Year | Title                                 | Role                   | Notes                |
| ---- | ------------------------------------- | ---------------------- | -------------------- |
| 1972 | The Streets of San Francisco          | Supervisora de roteiro |                      |
| 1977 | Father Knows Best: Home for Christmas | Supervisora de roteiro | Filme para TV        |
| 2003 | Halloween': A Cut Above the Rest      | Fotógrafa de cena      | Documentário para TV |